# Fluide (occultisme)
Pour les articles homonymes, voir Fluide.
Le fluide (parfois appelé fluide vital, fluide magnétique) est une substance occulte supposée active mais « extrêmement volatile et énergique, subtile et éthérée  » et qui interviendrait en particulier dans l'action des guérisseurs ou magnétiseurs, par l'imposition des mains ou « passes », et dans l'expérience spirite (cf. périsprit). Le fluide serait quelque chose d'intermédiaire entre l'énergie immatérielle et la matière.
Par exemple, le fluide est un thème récurrent dans la théologie du culte antoiniste. Les pensées, les paroles, les actions humaines et les rapports sociaux sont considérés comme étant des fluides. Étant donné que leur qualité dépend de l'avancement moral d'un individu, il existe des fluides « spirituels » et d'autres « lourds », qui peuvent être transmis, perçus par l'intelligence et purifiés par la méditation. Un bon fluide est supposé s'acquérir par l'amour et la prière, et peut agir comme une force divine susceptible de régénérer l'individu.